# Lake Quivira, Kansas
Lake Quivira, Kansas (енгл. Lake Quivira) град је у америчкој савезној држави Канзас.

## Демографија
По попису из 2010. године број становника је 906, што је 26 (-2,8%) становника мање него 2000. године.
| Група             | 2000.       | 2010.       |
| Белци             | 887 (95,2%) | 866 (95,6%) |
| Афроамериканци    | 8 (0,9%)    | 5 (0,6%)    |
| Азијати           | 5 (0,5%)    | 7 (0,8%)    |
| Хиспаноамериканци | 19 (2,0%)   | 16 (1,8%)   |
| Укупно            | 932         | 906         |